# Йоганн Ернст Саксен-Айзенаський
Йоганн Ернст Саксен-Айзенаський (нім. Johann Ernst von Sachsen-Eisenach 9 липня 1566 — 23 жовтня 1638) — герцог Саксен-Айзенаський та Саксен-Кобурзький.

## Біографія
Йоганн Ернст був сином саксонського герцога Йоганна Фрідріха II і пфальцграфині Єлизавети. Його дід Йоганн Фрідріх Великодушний був курфюрстом Саксонії, але після поразки в битві під Мюльбергом в полоні підписав Віттенберзьку капітуляцію, згідно з якою титул перейшов до Моріца з Альбертинської лінії Веттинів.
Йоганн Фрідріх II під час грумбахської сварки зайняв сторону підданого в 1563 році імперській опалі Вільгельма Грумбахського, тому також попав під опалу імператора Максиміліана II в 1566 році. Дружина Йоганна Фрідріха II і його діти були змушені втекти з Готи, і знайшли притулок у Веймарі у його молодшого брата герцога Саксен-Веймарського Йоганна-Вільгельма. Той став опікуном племінників, а в 1570 році став єдиновладним володарем усіх ернестинських володінь.
У 1572 році в Ерфурті зібралася імперська комісія, яка, незважаючи на протести Йоганна Вільгельма, відокремила південні і західні землі на користь дітей його брата (так званий Ерфуртський поділ). Таким чином Йоганн Ернст і його старший брат Йоганн Казимир стали правителями нового герцогства Саксен-Кобург-Айзенах; їх опікунами (а заодно і регентами герцогства) стали пфальцький курфюрст Фрідріх III Благочестивий, бранденбурзький курфюрст Йоганн-Георг і саксонський курфюрст Август. Йоганн Фрідріх II продовжував бути бранцем імператора, Єлизаветі було наказано переїхати до Австрії, а два молодих брата перебралися в Кобург; Йогану Ернсту було в цей час всього 6 років.
З 1578 Йоганн Ернст став вчитися разом з братом в Лейпцізькому університеті. У 1586 році його старший брат одружився, і регентство закінчилося, вони стали повноправними правителями свого герцогства. Наступні 10 років вони спільно управляли Саксен-Кобург-Айзенахом, однак Йоганн Казимир, будучи старшим братом, ніс при цьому на собі основний тягар державних турбот. У 1587 році Йоганн Ернст побудував для себе окрему резиденцію в Маркзулеі. У 1590 році Йоганн Ернст домовився з братом, що Йоганн Казимир протягом п'яти років буде правити герцогством самостійно; після закінчення цього терміну в 1596 році брати розділили спадщину: Йогану Казимиру залишилося герцогство Саксен-Кобург, а Йоганн Ернст отримав Саксен-Айзенах .
Перший рік свого управління незалежним герцогством Йоганн Ернст продовжував жити в Маркзулі, так як столиця Айзенах була малолюдною, люди почали там селитися лише після офіційного оголошення її столицею нового герцогства. У 1598 році в герцогстві були створені уряд і консисторія.
У 1633 році Іоганн Казимир помер, не маючи дітей, і Йоганн Ернст успадкував Саксен-Кобург, керуючи з Айзенаха обома герцогствами в рамках особистої унії.

## Сім'я та діти
23 листопада 1591 Йоганн Ернст одружився у Вінер-Нойштадті на Єлизаветі фон Мансфельд-Гінтерорт. Вона померла через чотири дні після народження їхнього єдиного сина Йоганна Фрідріха, який помер при народженні 8 квітня 1596 року.
14 травня 1598 Йоганн Ернст одружився в Ротенбурзі на Христині Гессен-Кассельській. Шлюб був щасливим, але дітей у подружжя не було.
Зі смертю Йоганна Ернста в 1638 році обірвалася Саксен-Кобург-Ейзенахська лінія Веттинів. Його володіння були розділені між Саксен-Веймарським і Саксен-Альтенбурзьким герцогствами.